# Копашина (герб)
Копашина (Поруба, Щелепа; пол. Kopaszyna, Czelść, Kopasina, Poruba, Zawotuł) - шляхетський герб польського походження, що широко поширений на Краківщині та Сандомирщині.

## Опис герба
У червоному полі між двома срібними річками (кривими лініями), що випливають з верхніх кутів, срібний меч із золотим руків'ям вістрям додолу. Клейнод: три страусині пір'їни.

## Найперша згадка
Документи свідчать про середньовічне походження герба. Вважається, що герб наданий Болеславом II Сміливим. Точний рік невідомий. Перша печатка датується 1282 р., а судовий протокол - 1416 р.  

## Гербова легенда
За часів короля Польщі Болеслава Хороброго ворожа армія між двома річками вночі була атакована військом лицаря Копашина.

## Гербовий рід
40 родин:
Bajkacz, Barczkowski Błędowski, Bohumiłowicz, Budek, Budkowski, Cząstecki, Ginko, Kapcewicz, Kidałowski, Kompan, Kopacewicz, Kopaliński, Kopański, Kopasiński, Kopaszyna, Kopaszyński, Kopcewicz, Kopiński, Kupcewicz, Międzygórski, Napiórkowski, Owczarski, Piotrowski, Przybysławski, Rudkowski, Sasin, Sikora, Sikorski, Slanka, Słąnka, Słomka, Stenszczewski, Stenszewski, Stężewski, Ślanka, Śląka, Zaborski, Zdrohecki

## Відомі власники
Герб Копашина дуже часто приписують генералові Владиславу Сікорському (20 травня 1881 - 4 липня 1943 року), оскільки у відповідь на анкету - анкету від польської секції "Хто є хто в Центральній та Східній Європі" генерал дав назву "Сікорський" , Фактично, батько Владислава, Томаш Сікорський, походив з сім'ї ткачів з Пшеворська, що підтверджується записом генеральної сестри - Елеонори  . 